# 特维尔
特维尔（羅馬化：Tver）是俄罗斯特维尔州首府，位於伏尔加河和特维尔察河交汇之处。1135年建立。1247年成为特维尔大公国的中心。在蒙古鞑靼人统治期间，特维尔是抗战中心，也与莫斯科争夺首都的地位。2002年人口为408,903人。
最早的文獻記載見於1164年。1931年改名為加里宁（Кали́нин），以紀念蘇聯領袖米哈伊爾·伊萬諾維奇·加里寧，1990年恢復原名。注意此處與加里寧格勒不是同一個地方。

## 姐妹城市
- 義大利 贝加莫
- 法國 贝桑松
- 俄羅斯 布瓊諾夫斯克
- 美国 水牛城
- 俄羅斯 费奥多西亚
- 芬兰 海门林纳
- 匈牙利 考波什堡
- 義大利 蒙特穆洛
- 白俄羅斯 奥尔沙
- 德国 奥斯纳布吕克
- 保加利亚 大特爾諾沃市
- 中國 营口市